# Gimnastica acrobatică

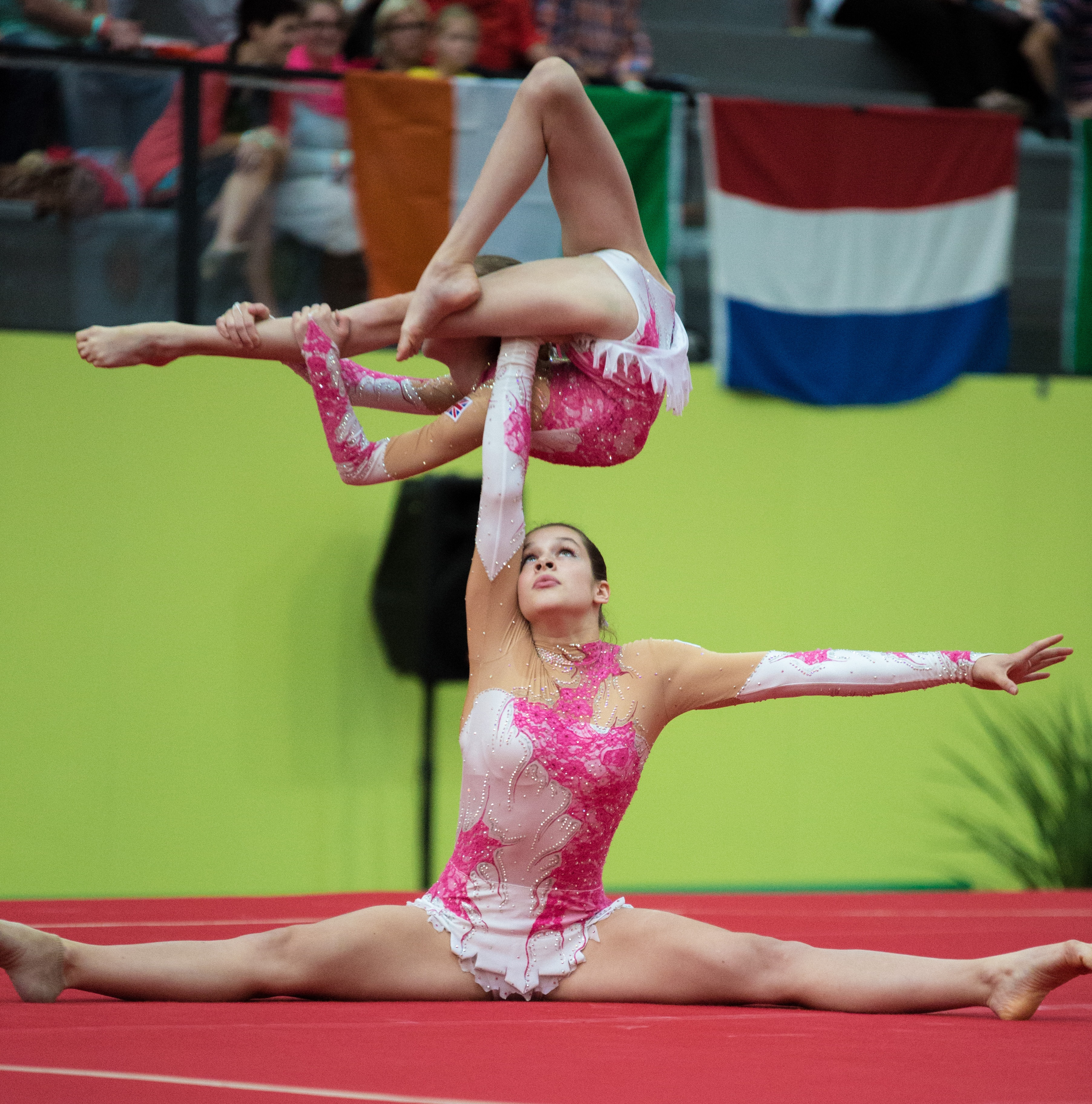
Pereche Feminin

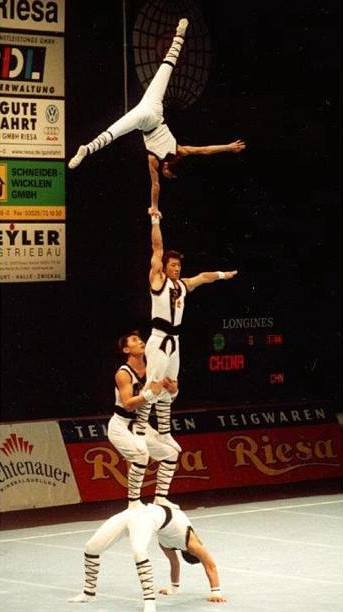
Masculin Patru

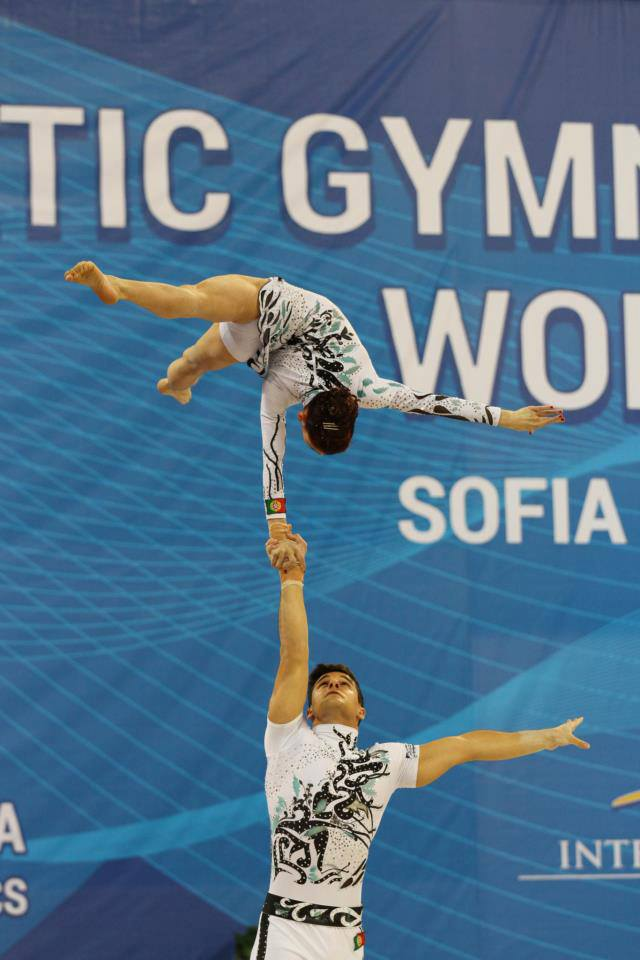
Pereche mixtă într-un steag cu un singur braț

Gimnastica acrobatică este o disciplină gimnastică competitivă în care parteneriatele dintre gimnaste lucrează împreună și interpretează figuri care constau în mișcări acrobatice, dans și cădere, setate pe muzică. Există trei tipuri de rutine; o rutină de „echilibru” (la FIG gradul 5 și mai sus) în care accentul este pus pe putere, echilibru și flexibilitate; o rutină „dinamică” (de asemenea, FIG gradul 5 și mai sus) care include aruncări, salturi și capturi și (la FIG gradul 6 și mai sus, precum și gradul 4 și mai jos) o rutină „combinată” care include elemente atât din echilibru, cât și din dinamic.
Sportul este guvernat de Federația Internațională de Gimnastică (FIG). La nivel internațional, există patru categorii de competiții FIG definite în funcție de vârstă; 11-16, 12-18, 13-19 și 15+ (Senior). Există, de asemenea, clasele 1-6, clasa 5 fiind aceeași dificultate ca 11-16 și clasa 6 fiind aceeași dificultate ca 12-18.
Gimnaștii acrobatici efectuează în perechi sau grupuri și intră și sunt judecate la un anumit nivel sau categorie de vârstă. În fiecare parteneriat, dimensiunile și abilitățile diferite ale gimnaștilor vor fi echilibrate pentru a se completa reciproc pentru a efectua mișcările complexe. Unii vor îndeplini în principal roluri de susținere și prezentare și sunt cunoscute sub numele de baze. Acestea sunt apoi echilibrate cu gimnaști de obicei mai mici, care devin „topuri”. În grupurile de bărbați și femei există, de asemenea, una sau două „mijlocii”, care sunt ca o altă bază care, de obicei, va susține vârful în timp ce se echilibrează pe bază. Diferitele parteneriate observate în competiție sunt:
- pereche de femei (două femei)
- pereche de bărbați (doi bărbați)
- pereche mixtă (o bază bărbat și un vârf femeie)
- grup feminin (trei femei)
- grup masculin (patru bărbați)